# Bandera del Marroc
La bandera nacional del Marroc és vermella amb un pentagrama (una estrella de cinc puntes) de color verd. El color vermell del fons simbolitza als descendents de Mahoma.
L'estrella, per la seva banda, representa el segell de Salomó, un símbol islàmic de la vida, la salut i el coneixement. L'estrella és verda per ser aquest el color tradicional de l'islam i és de cinc puntes perquè representa els cinc pilars de l'islam.
El 17 de novembre de 1915, el sultà Mulay Yusuf va signar un dhahir que feia vermella la bandera del Marroc amb un pentacle verd entrellaçat.

## Construcció i dimensions

### Colors

Plantilla de construcció de la bandera.

| Model de color | Vermell     | Verd        |
| -------------- | ----------- | ----------- |
| Pantone        | 7620C       | 3425C       |
| RGB            | 193, 39, 45 | 0, 98, 51   |
| CMYK           | 0-80-77-24  | 100-0-48-62 |
| HTML           | #C1272D     | #006233     |